# Schönefeld (Leipzig)

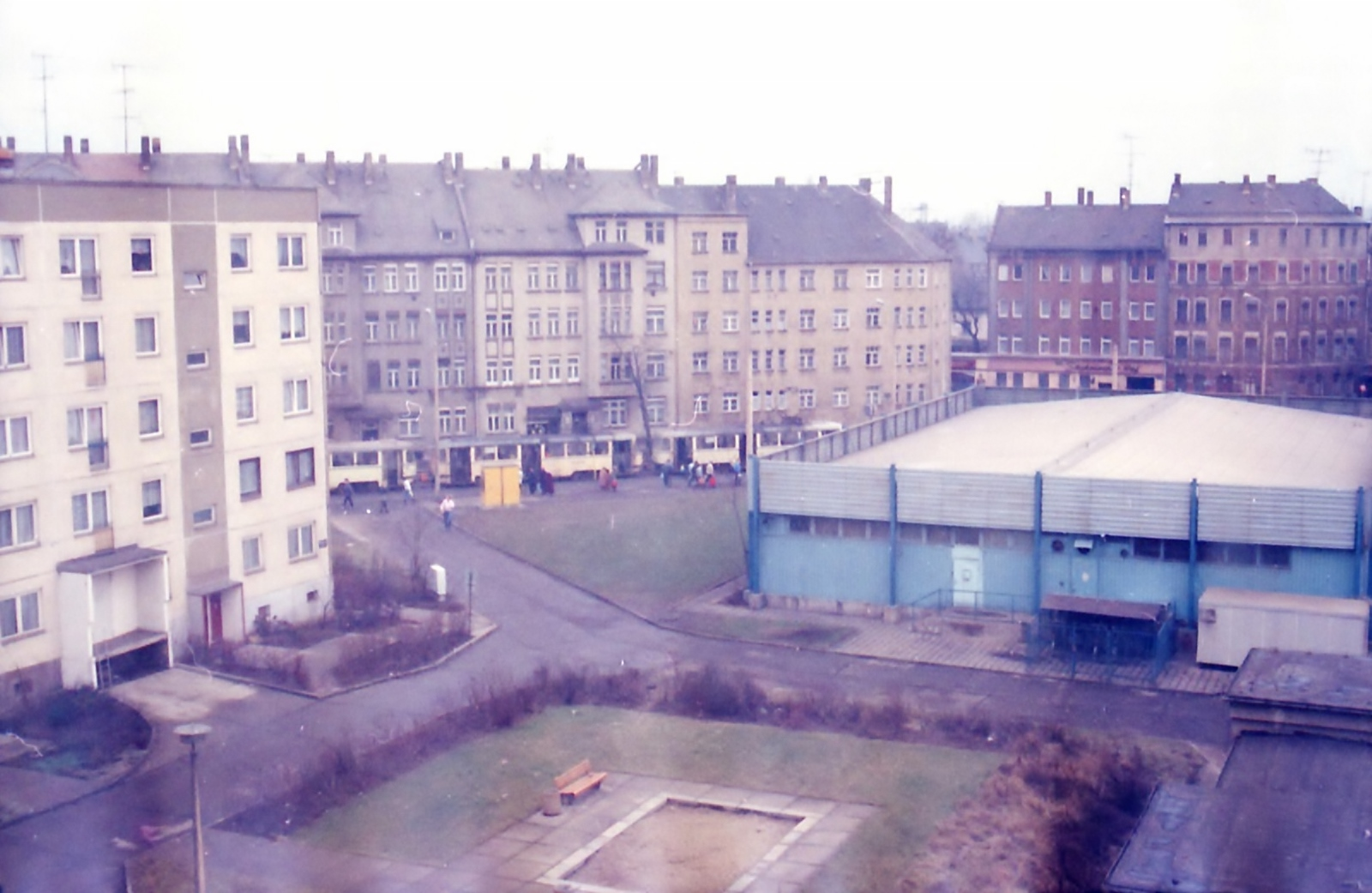
Leipzig-Schönefeld, Januari 1990

Schönefeld är en stadsdel i nordöstra Leipzig. Innan inkorporeringen i Leipzig 1915 var det en egen by. 1992 genomfördes en indelning för administrativa områden vilket delade stadsdeln till två olika, Schönefelde-Ost och Schönefeld-Abtnaundorf. Tillsammans har de båda områdena 23 000 invånare (2020).  

## Historia
Under andra halvan av 1800-talet växte byn till en förstad. Mellan 1834 och 1910 växte byn från 889 invånare till 14,879. Schönefeld fick spårvägslinje till Leipzig 1896 och inkorporerades till staden 1915. 

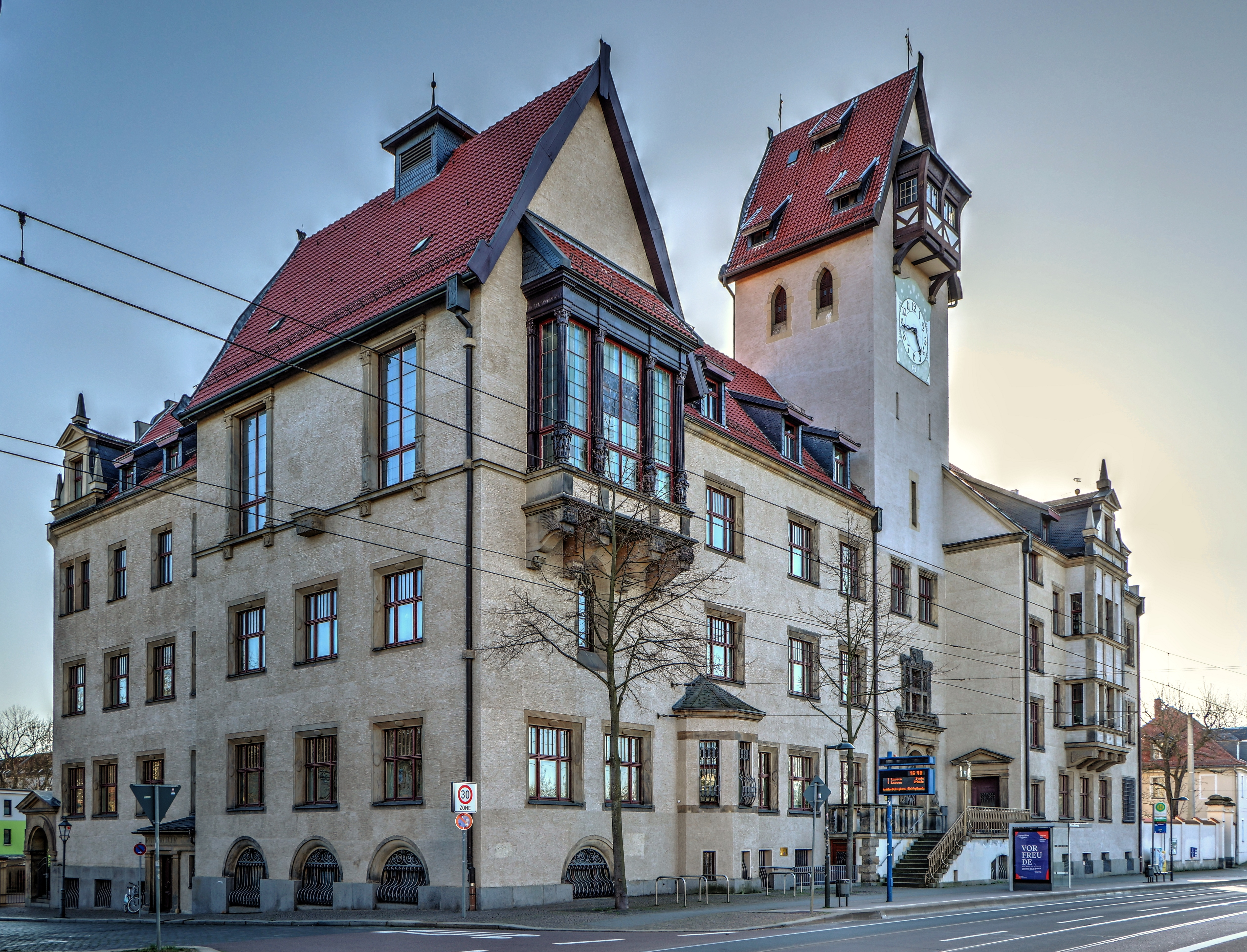
Leipzig-Schönefeld Rådhus

Stationen Schönefeld Bahnhof invigdes 1888 och låg på Järnvägen Leipzig–Eilenburg. Stationen lades ned 1942. 
Mellan åren 1974 - 1976 byggde DDR 4,000 lägenheter i området. 